# Myrmecina harrisoni
Myrmecina harrisoni är en myrart som beskrevs av Brown 1967. Myrmecina harrisoni ingår i släktet Myrmecina och familjen myror. Inga underarter finns listade i Catalogue of Life.